# Abu al-Abbas as-Sabti
Abu al-Abbas Sebti (1129-1204 ; en arabe أبو العباس السبتي, ou Abu al Abbas Ibn Ja`far al-Khazraji as Sebti, parfois connu sous le nom de Sidi Bel Abbès) est un maître soufi marrakchi originaire de Sebta. Il est l'un des sept saints de Marrakech.

## Biographie

### Naissance et enfance à Sebta

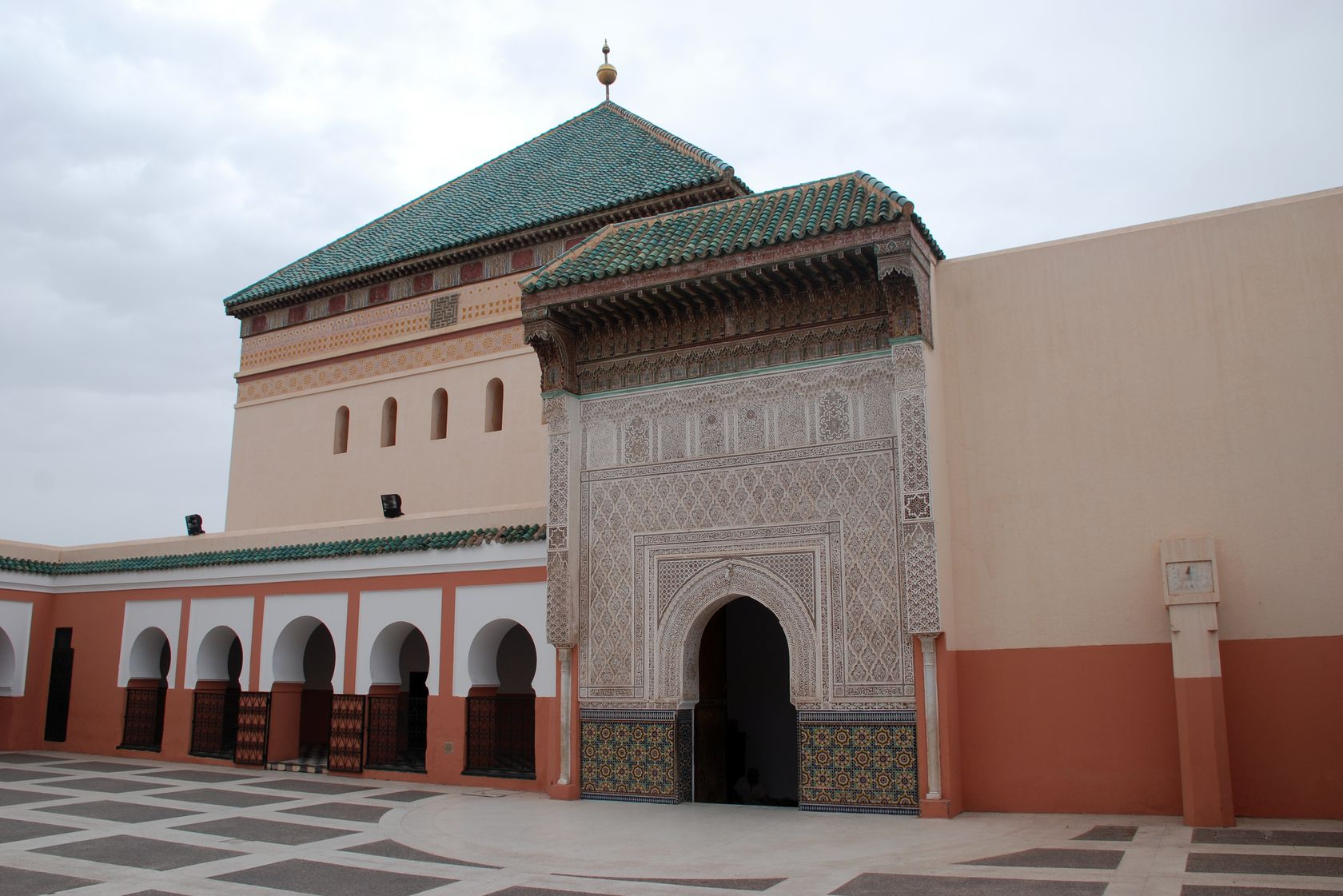
Zaouia de Sidi Bel Abbès à Marrakech

Il naît à Ceuta en l'an 524 du calendrier musulman (1129 du calendrier grégorien). Orphelin de père dès l'âge de dix ans, sa mère n'a d'autre recours que de mettre un terme prématuré à ses études et le faire apprenti auprès d'un tisserand. Mais le jeune enfant supportait mal ce choix et fuyait pour rejoindre le cercle du maître Muhammad al-Fakhar, ami du célèbre Cadi Ayyad, tous deux symboles de l'âge d'or culturel que connaît la cité à l'époque. Impressionné par les capacités d'apprentissage et l'investissement de l'enfant, le Cheikh al-Fakher l'initie à la mystique soufie et l'initie à un verset coranique amené à devenir le leitmotiv de l'œuvre du saint : "Dieu ordonne la justice et la charité" .

### Départ vers Marrakech et retraite spirituelle au Jbel Gueliz
En l'an 540 de l'hégire (1145-1146), tout juste âgé de 16 ans, il quitte  Sebta pour Marrakech, alors accablée par les terribles campagnes militaires d'Abd al-Moumen. Dès mars 1147, la ville tombe et devient capitale du nouvel empire almohade. Les nombreuses hagiographies du saint indiquent qu'Abu al-Abbas fit dès son arrivée forte impression auprès des populations désemparées des environs de la cité. Rapidement, il entama une longue retraite spirituelle sur les pentes désolées du Jbel Gueliz, aux portes de la cité. Son compagnon spirituel, un dénommé Messaoud, subvenait aux besoins matériels d'Abu al-Abbas en allant travailler à Marrakech en tant que maçon. Un jour, victime de la malhonnêteté d'un client, Messaoud alla solliciter le maître. Le mauvais payeur fut puni, la justice fut rendue et la réputation d'Abu al-Abbas était faite. Il est alors invité par le nouveau souverain Abu Yaqub Yusuf à gagner la capitale, requête qu'il finit par accepter.

### Reconnaissance et controverses
À Marrakech, Abu al-Abbas est inscrit par Abu Yaqub Yusuf sur le registre des Talabat al-Hadar et bénéficie à ce titre d'une école dôtée de biens en habous. Il y dispense des cours de grammaire et de calcul, mais s'illustre par sa faculté à se mettre au service de ses étudiants, même pour les tâches les plus humbles. Il met en place de son vivant un dispositif d'assistance aux plus vulnérables qui servira par la suite de matrice aux dispositifs futurs de la zaouïa. Mais la renommée du saint est surtout due à ses prêches sur la voie publique, inhabituels chez les maîtres soufis qui privilégient généralement l'ascèse et les causeries entre initiés. Vêtu d'une simple toge de laine, il harangue les passants pour les inciter à faire preuve de générosité. Ibn Rochd, intrigué par la personnalité du personnage, résume sa doctrine par la phrase suivante : "L'Être est affecté par la générosité". Il vilipende l'avarice des grands, responsable selon lui des fléaux que connaît le pays comme la sécheresse. Il va jusqu'à mettre en cause le souverain Ya'qub al-Mansur lui-même.
Son comportement iconoclaste suscite parfois la perplexité voire l'hostilité des fuqaha. On lui reproche notamment son langage peu châtié, son attitude ambiguë vis-à-vis des femmes, sa tendance à passer devant les portes des mosquées aux heures de prières sans daigner entrer. Il va même jusqu'à se voir intenter un procès pour hérésie, procès dont l'issue "miraculeuse" selon les chroniqueurs serait en réalité due à l'intercession du souverain lui-même, qui lui avait auparavant confié la direction d'un hospice ainsi que la présidence de la prière rogatoire pour la pluie. Il décède en 601 du calendrier musulman (1205) à l'âge de 75 ans.

## Postérité
La trajectoire autant que la doctrine d'Abu al-Abbas sont atypiques, au point que certains auteurs de tabaqât comme son contemporain et hagiographe al-Tadili (en) lui consacrent une rubrique particulière.
Après la disparition du saint, sa renommée et sa popularité n'ont fait que s'accroître au fil des siècles. Son intercession est invoquée autant par les puissants (lors de son exil au Maroc, le sultan nasride déchu Mohammed V al-Ghani en appelle à son aide) que par le petit peuple. Encore aujourd'hui, les marchands de beignets dédient à Abu al-Abbas es-Sebti leurs premiers beignets de la journée tandis que les paysans font de même avec leur première gerbe de blé. Cette dédicace est appelée la abbassia.

### Zaouia de Sidi Bel Abbès
Dès le XIVe siècle, Ibn al-Khatib témoigne de la richesse du mausolée érigé en son honneur, vers lequel convergent déjà des milliers de nécessiteux et dont les revenus pouvaient atteindre 1000 dinars par jour . Mais l'histoire de la zaouia ne débute qu'au début du XVIIe siècle avec la création par le souverain saadien Abou Faris, qui souffrait d'épilepsie, d'une mosquée adjacente au mausolée primitif en 1603 puis d'une bibliothèque en 1615. Sous les Alaouites, le rythme des embellissements et des réfections ne faiblit pas, depuis Moulay Ismaïl qui bâtit en 1720 une coupole surplombant la tombe du saint jusqu'à Hassan II qui entreprit en 1998 la réfection du sanctuaire. Ces attentions témoignent de la place singulière que tient le saint dans la mémoire collective de la ville rouge. Aujourd'hui, la zaouïa redistribue mensuellement à environ 2000 bénéficiaires, indigents et handicapés, une allocation dont le montant oscille généralement entre 50 et 200 dirhams (soit entre 5 et 20 euros).

### Zairja
L'origine de la zairja est attribuée au philosophe Abu al-Abbas Sebti par l'historien et économiste Ibn Khaldoun dans son ouvrage Muqaddima.